# Groupe de NGC 3273
Le groupe de NGC 3273 est un trio de galaxies situé dans la constellation de la Machine pneumatique. La distance moyenne entre ce groupe et la Voie lactée est d'environ 42,2 Mpc (∼138 millions d'al). 

## Membres
Le tableau ci-dessous liste les trois galaxies du groupe indiquées dans l'article de A.M. Garcia paru en 1993.
| Nom      | Class.    | Type         | α (J2000.0)   | δ (J2000.0)  | Vitesse radiale (km/s) | m    | Distance (Mpc) | Diamètre (kal) |
| -------- | --------- | ------------ | ------------- | ------------ | ---------------------- | ---- | -------------- | -------------- |
| NGC 3260 | E pec?    | Elliptique   | 10h 29m 06.4s | -35° 35′ 43″ | 2416 ± 32              | 12,6 | 40,4 ± 2,9     | 140            |
| NGC 3273 | SA(r)0^0^ | Lenticulaire | 10h 30m 29.2s | -35° 36′ 38″ | 2660 ± 8               | 12,5 | 44,0 ± 3,1     | 80             |
| IC 2584  | S0?       | Lenticulaire | 10h 29m 51.5s | -34° 54′ 42″ | 2549 ± 19              | 12,7 | 42,3 ± 3,0     | 105            |

Le site DeepskyLog permet de trouver aisément les constellations des galaxies mentionnées dans ce tableau ou si elles ne s'y trouvent pas, l'outil du site constellation permet de le faire à l'aide des coordonnées de la galaxie. Sauf indication contraire, les données proviennent du site NASA/IPAC.